# Corydoras schwartzi
Corydoras schwartzi is een straalvinnige vissensoort uit de familie van de pantsermeervallen (Callichthyidae). De wetenschappelijke naam van de soort is voor het eerst geldig gepubliceerd in 1963 door Rössel.